# Whitchurch (Warwickshire)
Pour les articles homonymes, voir Whitchurch.
Whitchurch est un village et une paroisse civile du Warwickshire, en Angleterre.